# Гіршталь (Німеччина)
Гіршталь (нім. Hirschthal) — громада в Німеччині, розташована в землі Рейнланд-Пфальц. Входить до складу району Південно-Західний Пфальц. Складова частина об'єднання громад Данер-Фельзенланд.
Площа — 1,59 км2. Населення становить 83 ос. (станом на 31 грудня 2020).

## Галерея

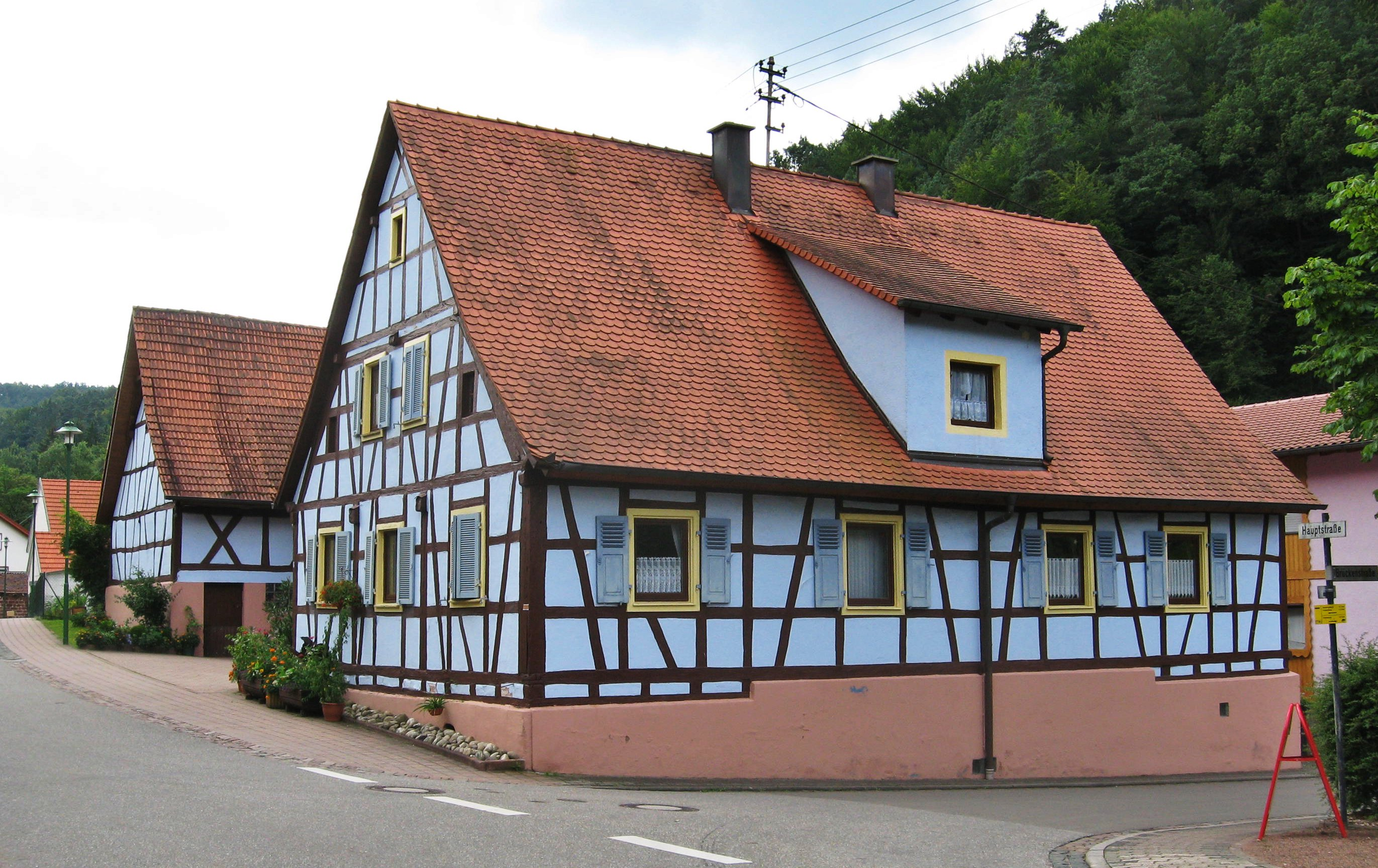